# X-Team
X-Team — российская рэп-группа из Всеволожска, образованная в 1998 году. В состав группы входили Dronaz, Benaz, Hoocha и E-One. Группа выпустила три альбома и получила Гран-при на ежегодном международном фестивале Rap Music в 2002 году. В 2024 году группа возродилась в обновлённом составе: Dronaz, Benaz, MC Man.

## История
Группа была образована Андреем Скорняну (Dronaz) в городе Всеволожск в Ленинградской области 25 декабря 1998 года. В состав X-Team вошло два человека: Dronaz и E-One. Группа вошла в «хип-хоп ассоциацию Питера при ДК Первомайском» наряду с командами Ikambi Gwa Gwa и «Зелёный синдром», а также выступала в различных питерских клубах и пригородах, показывая свой стиль: «северную школу русского рэпа». В 2001 году напарник Дронаса, E-One, ушёл в армию. Ему на смену пришли Hoocha (Хуча) и Benaz (Беназ), отвечающий за музыку в группе. Продюсером группы стал питерский рэпер Купер. В 2002 году группа получила Гран-при на ежегодном международном фестивале Rap Music.
В 2003 году группа заключила контракт с компанией 100Pro и выпустила на её одноимённом лейбле дебютный альбом «Мой, твой, наш» 18 сентября 2003 года. Дистрибуцией занималась фирма грамзаписи «Студия Монолит». В записи альбома приняли участие рэперы Купер, Мастер ШЕFF, Al Solo, DL и MC Suck. В 2004 году альбом «Мой, твой, наш» занял 35 место в номинации «Лучший альбом 2003 года», а также 13 место в номинации «Лучший дебют 2003» на первой ежегодной церемонии «Hip-Hop.Ru Awards 2003» по результатам голосования пользователей сайта Hip-Hop.Ru. После выхода первого альбома коллектив покинул один из участников, Беназ, и группа из трио превратилась в дуэт. По словам Дронаса, Benaz продолжил учиться в институте, а после создал вместе с MC Suck’ом свой проект «Гости Бойз».
В 2004 году двое оставшихся участников, Dronaz и Hoocha, записали и выпустили второй альбом «Даём джазу» на лейбле 100Pro. Главный редактор портала Rap.ru, Андрей Никитин, написал, что данный альбом вряд ли что-то добавил к культуре джаза: «если парни из X-Team и дают джазу, то строго мелкими дозами, в виде джазовых сэмплов, срезанных у „отцов“.». В том же обзоре Никитин отметил уникальный голосовой тембр участников и своеобразную манеру читки, однако, по его мнению, они всё ещё не могут правильно реализовать свой потенциал: «Интересный тембр и хорошая манера читки на одной чаше весов, скучные тексты и полное отсутствие сколько-нибудь запоминающихся хитов — на другой». В записи второго альбома приняли участие рэперы Купер, Мастер ШЕFF, Al Solo, Моня, Джеф (Ikambi Gwa Gwa), а также певица Инна Стил. Оригинальной изюминкой альбома является ремикс композиции «Буду погибать молодым», в которой приняли участие все лучшие МС Питера. В 2005 году альбом «Даём джазу» занял 48 место в номинации «Лучший хип-хоп альбом 2004 года» на второй ежегодной церемонии «Hip-Hop.Ru Awards 2004» по результатам голосования пользователей сайта Hip-Hop.Ru.
19 декабря 2004 года группа X-Team выступила на юбилейном фестивале Rap Music 2004. В 2005 году группу покинул ещё один участник, Hoocha. Несмотря на это, Дронас выпустил в 2006 году третий альбом от имени группы под названием «Dronaz». В записи альбома приняли участие певица Ёлка, рэперы Мастер ШЕFF, Голос Донбасса, Капа и другие. В 2007 году Дронас закрыл проект X-Team и занялся сольным творчеством. В 2016 году Дронас участвовал в конкурсе рэп-исполнителей на фестивале «V1 Battle» в Санкт-Петербурге. В 2022 году Dronaz выпустил второй сольный альбом «Петроградская сторона», в записи которого приняли участие рэперы Светля4ок и SKATO.
В 2024 году группа возродилась в обновлённом составе: Dronaz, Benaz, MC Man. После чего её участники приступили к работе над новыми синглами. Первое выступление с программой «20 лет спустя» состоялось в Санкт-Петербурге 24 августа, а 7 декабря группа выступит на гала-концерте «Rap Music 30 лет!» в Москве. 11 июля 2025 года группа X-Team выпустила сингл «Само собой» (музыка: Easy Antelope, слова: X-Team, скретч: DJ N-Tone, бас-гитара: Mr. Bruce).

## Дискография
Студийные альбомы
- Мой, твой, наш (2003) (100Pro)
- Даём джазу (2004) (100Pro)
- Dronaz (2006) (100Pro)

## Фильмы
- «Rap Music 2002» (2003)[22]